# Mason Plumlee
Mason Alexander Plumlee (Fort Wayne, 5 marzo 1990) è un cestista statunitense, di ruolo centro o ala grande, professionista in NBA con gli Charlotte Hornets.

## Biografia
È fratello di Miles e Marshall Plumlee, a loro volta giocatori della NBA.

## Caratteristiche tecniche
È un centro dotato di ottima visione di gioco e molto abile nel fornire assist ai suoi compagni. Può giocare anche da ala grande. Pecca invece ai tiri liberi.

## Carriera

### Giovanili
Dopo avere frequentato la Christ School ad Arden in Carolina del Nord, ha militato per 4 anni a Duke, con cui ha vinto il titolo NCAA nel 2010, venendo anche elogiato durante la sua militanza dal suo allenatore, ovvero Mike Krzyzewski.

### NBA (2013-)

#### Brooklyn Nets (2013-2015)
Il 28 giugno 2013 durante il Draft NBA venne selezionato come ventiduesima scelta dai Brooklyn Nets.
Nonostante fosse dietro a Brook Lopez e Andray Blatche nelle gerarchie come centro, riuscì nel corso della stagione a ritagliarsi spazio. Il 9 aprile 2014 Plumlee partì titolare nella gara di regular season giocata in trasferta contro i Miami Heat ed effettuò la stoppata decisiva su LeBron James consentendo ai Nets di vincere la partita col punteggio di 88-87; Il New York Times definì questo momento come quello più importante della carriera di Plumlee. Nel corso della stagione Plumlee partì titolare in 22 occasioni. Disputò inoltre 10 partite su 12 al playoff, seppur non partendo mai da titolare; dopo aver eliminato per 4-3 al primo turno i Toronto Raptors, al secondo turno i Nets vennero eliminati dai Miami Heat per 4-1. Alla fine della stagione Plumlee venne inserito nell'NBA All-Rookie First Team.
Il 27 gennaio 2015 venne selezionato, insieme a Giannīs Antetokounmpo, Victor Oladipo e Zach LaVine, come partecipante alla gara delle schiacciate dell'NBA All-Star Weekend 2015, in cui si classificò come terzo.

#### Portland Trail Blazers (2015-2017)
Il 26 giugno 2015, la notte del Draft NBA 2015, venne ceduto insieme a Pat Connaughton (41ª scelta al Draft dei Nets) ai Portland Trail Blazers in cambio di Steve Blake e Rondae Hollis-Jefferson (23ª scelta al Draft dei Trail Blazers).
Al contrario che a Brooklyn Plumlee a Portland fu titolare fisso durante la sua militanza sfoggiando ottime doti di passatore e fungendo da playmaker aggiunto per la squadra per via della sua visione di gioco.

#### Denver Nuggets (2017-)

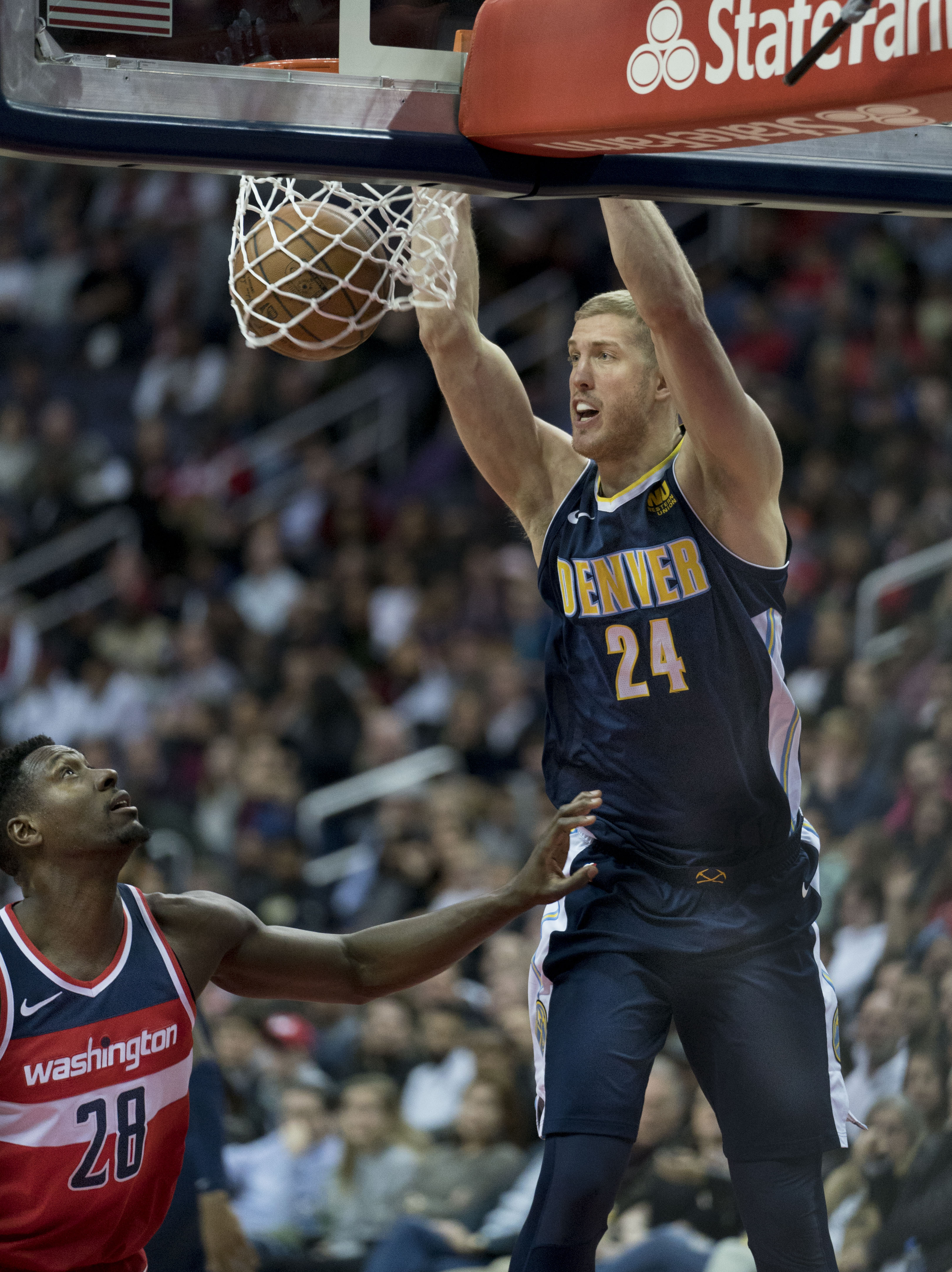
Plumlee mentre schiaccia con la canotta dei Nuggets

Il 12 febbraio 2017 venne ceduto ai Denver Nuggets in cambio di una prima scelta al Draft 2017 e di Jusuf Nurkić.
Nell'ultima partita della stagione segnò 16 punti nella gara che i Nuggets vinsero per 111-105 in trasferta contro gli Oklahoma City Thunder.
Il 21 settembre 2017 rifirmò coi Nuggets. In Colorado Plumlee giocò da riserva della stella della squadra Nikola Jokić, con cui sviluppò un buon rapporto tanto che il serbo definì Plumlee il "giocatore più sottovalutato della lega".

### Nazionale
Fu convocato per i Mondiali 2014 dagli Stati Uniti da Mike Krzyzewski (suo coach ai tempi di Duke), con cui vinse l'oro in finale contro la Serbia con un netto 129-92. Nel corso del torneo giocò 8 delle 9 partite della squadra.
Il 25 luglio 2019 venne aggregato alla nazionale in vista dei Mondiali 2019 a seguito delle diverse rinunce alla convocazione da parte di stelle NBA come Anthony Davis.

## Statistiche
| † | Denota una stagione in cui ha vinto il titolo |

### NCAA
| Anno       | Squadra          | PG  | PT  | MP   | TC%  | 3P%  | TL%  | RP   | AP  | PRP | SP  | PP   |
| ---------- | ---------------- | --- | --- | ---- | ---- | ---- | ---- | ---- | --- | --- | --- | ---- |
| 2009-2010† | Duke Blue Devils | 34  | 1   | 14,1 | 46,2 | 25,0 | 54,3 | 3,1  | 0,9 | 0,5 | 0,9 | 3,7  |
| 2010-2011  | Duke Blue Devils | 37  | 32  | 25,6 | 59,3 | 0,0  | 44,1 | 8,4  | 1,6 | 0,9 | 1,7 | 7,2  |
| 2011-2012  | Duke Blue Devils | 34  | 31  | 28,4 | 57,2 | -    | 52,8 | 9,2  | 1,6 | 0,8 | 1,6 | 11,1 |
| 2012-2013  | Duke Blue Devils | 36  | 36  | 34,7 | 59,9 | -    | 68,1 | 10,0 | 1,9 | 1,0 | 1,4 | 17,1 |
| Carriera   | Carriera         | 141 | 100 | 25,8 | 57,4 | 20,0 | 58,3 | 7,7  | 1,5 | 0,8 | 1,4 | 9,8  |

#### Massimi in carriera
- Massimo di punti: 32 vs Wake Forest (30 gennaio 2013)[27]
- Massimo di rimbalzi: 17 (3 volte)
- Massimo di assist: 6 vs Belmont (11 novembre 2011)
- Massimo di palle rubate: 5 vs Michigan State (1º dicembre 2010)
- Massimo di stoppate: 6 vs NC State (19 gennaio 2011)
- Massimo di minuti giocati: 40 (4 volte)

### NBA

#### Regular Season
| Anno      | Squadra             | PG  | PT  | MP   | TC%  | 3P%  | TL%  | RP  | AP  | PRP | SP  | PP   |
| --------- | ------------------- | --- | --- | ---- | ---- | ---- | ---- | --- | --- | --- | --- | ---- |
| 2013-2014 | Brooklyn Nets       | 70  | 22  | 18,2 | 65,9 | 0,0  | 62,6 | 4,4 | 0,9 | 0,7 | 0,8 | 7,4  |
| 2014-2015 | Brooklyn Nets       | 82  | 45  | 21,3 | 57,3 | 0,0  | 49,5 | 6,2 | 0,9 | 0,8 | 0,8 | 8,7  |
| 2015-2016 | Portland T. Blazers | 82  | 82  | 25,4 | 51,6 | 0,0  | 64,2 | 7,7 | 2,8 | 0,8 | 1,0 | 9,1  |
| 2016-2017 | Portland T. Blazers | 54  | 54  | 28,1 | 53,2 | 0,0  | 56,7 | 8,0 | 4,0 | 0,9 | 1,2 | 11,1 |
| 2016-2017 | Denver Nuggets      | 27  | 10  | 23,4 | 54,7 | 0,0  | 61,8 | 6,4 | 2,6 | 0,7 | 1,1 | 9,1  |
| 2017-2018 | Denver Nuggets      | 74  | 26  | 19,5 | 60,1 | 0,0  | 45,6 | 5,4 | 1,9 | 0,7 | 1,1 | 7,1  |
| 2018-2019 | Denver Nuggets      | 82  | 17  | 21,1 | 59,3 | 20,0 | 56,1 | 6,4 | 3,0 | 0,8 | 0,9 | 7,8  |
| 2019-2020 | Denver Nuggets      | 61  | 1   | 17,3 | 61,5 | 0,0  | 53,5 | 5,2 | 2,5 | 0,5 | 0,6 | 7,2  |
| 2020-2021 | Detroit Pistons     | 56  | 56  | 26,8 | 61,4 | 0,0  | 66,9 | 9,3 | 3,6 | 0,8 | 0,9 | 10,4 |
| 2021-2022 | Charlotte Hornets   | 73  | 73  | 24,6 | 64,1 | 0,0  | 39,2 | 7,7 | 3,1 | 0,8 | 0,7 | 6,5  |
| 2022-2023 | Charlotte Hornets   | 56  | 56  | 28,5 | 66,9 | -    | 60,5 | 9,7 | 3,7 | 0,6 | 0,6 | 12,2 |
| 2022-2023 | L.A. Clippers       | 23  | 4   | 19,9 | 72,7 | -    | 77,2 | 6,9 | 1,7 | 0,5 | 0,5 | 7,5  |
| 2023-2024 | L.A. Clippers       | 46  | 11  | 14,7 | 56,9 | 0,0  | 70,7 | 5,1 | 1,2 | 0,3 | 0,4 | 5,3  |
| 2024-2025 | Phoenix Suns        | 74  | 21  | 17,6 | 61,9 | 0,0  | 64,8 | 6,1 | 1,8 | 0,4 | 0,6 | 4,5  |
| Carriera  | Carriera            | 860 | 478 | 21,9 | 59,5 | 3,9  | 57,7 | 6,7 | 2,4 | 0,7 | 0,8 | 8,0  |

#### Play-off
| Anno     | Squadra             | PG | PT | MP   | TC%  | 3P% | TL%  | RP   | AP  | PRP | SP  | PP  |
| -------- | ------------------- | -- | -- | ---- | ---- | --- | ---- | ---- | --- | --- | --- | --- |
| 2014     | Brooklyn Nets       | 10 | 0  | 11,4 | 43,8 | -   | 44,4 | 2,3  | 0,2 | 0,3 | 0,7 | 2,2 |
| 2015     | Brooklyn Nets       | 6  | 0  | 8,2  | 66,7 | -   | 36,4 | 1,3  | 0,3 | 0,7 | 0,3 | 2,0 |
| 2016     | Portland T. Blazers | 11 | 11 | 27,8 | 40,0 | -   | 63,6 | 11,8 | 4,8 | 0,6 | 1,0 | 7,0 |
| 2019     | Denver Nuggets      | 14 | 0  | 15,6 | 51,1 | 0,0 | 57,1 | 4,4  | 1,5 | 0,5 | 0,7 | 4,6 |
| 2020     | Denver Nuggets      | 19 | 0  | 10,9 | 48,7 | 0,0 | 66,7 | 3,2  | 1,3 | 0,2 | 0,4 | 2,4 |
| 2023     | L.A. Clippers       | 5  | 0  | 18,2 | 87,5 | -   | 92,9 | 6,8  | 1,8 | 0,4 | 0,4 | 8,2 |
| 2024     | L.A. Clippers       | 6  | 0  | 11,0 | 38,9 | -   | 62,5 | 3,3  | 0,7 | 0,5 | 0,3 | 3,2 |
| Carriera | Carriera            | 71 | 11 | 14,8 | 48,6 | 0,0 | 60,5 | 4,8  | 1,6 | 0,4 | 0,6 | 4,0 |

#### Massimi in carriera
- Massimo di punti: 27 vs Sacramento Kings (20 dicembre 2016)[28]
- Massimo di rimbalzi: 21 (2 volte)
- Massimo di assist: 12 vs Detroit Pistons (8 gennaio 2017)
- Massimo di palle rubate: 5 vs Portland Trail Blazers (29 aprile 2019)
- Massimo di stoppate: 6 vs Houston Rockets (18 novembre 2015)
- Massimo di minuti giocati: 47 vs Los Angeles Lakers (6 febbraio 2021)

### G League
| Anno      | Squadra          | PG | PT | MP   | TC%  | 3P% | TL%  | RP  | AP  | PRP | SP  | PP   |
| --------- | ---------------- | -- | -- | ---- | ---- | --- | ---- | --- | --- | --- | --- | ---- |
| 2023-2024 | Ontario Clippers | 1  | 1  | 29,0 | 62,5 | 0,0 | 66,7 | 7,0 | 4,0 | 2,0 | 0,0 | 14,0 |
| Carriera  | Carriera         | 1  | 1  | 29,0 | 62,5 | 0,0 | 66,7 | 7,0 | 4,0 | 2,0 | 0,0 | 14,0 |

## Palmarès
- Campione NCAA (2010)
- Pete Newell Big Man Award (2013)
- NCAA AP All-America Second Team (2013)
- NBA All-Rookie First Team (2014)